# Ochotona flatcalvariam
Ochotona flatcalvariam — вид зайцеподібних гризунів з родини пискухових (Ochotonidae).

## Таксономічна примітка
Таксон нещодавно описаний.

## Поширення
Країни проживання: Китай; типова місцевість: Сичуань, англ. Tangjiahe National Natural Reserve.